# Napan
Napan is een bestuurslaag in het regentschap Timor Tengah Utara van de provincie Oost-Nusa Tenggara, Indonesië. Napan telt 968 inwoners (volkstelling 2010).